# Idaea lalasaria
Idaea lalasaria är en fjärilsart som beskrevs av Swinhoe 1904. Idaea lalasaria ingår i släktet Idaea och familjen mätare. Inga underarter finns listade i Catalogue of Life.